# Kali Reis
Kali Mequinonoag Reis, née le 24 août 1986 à Providence (Rhode Island), est une boxeuse professionnelle et actrice américaine. Elle est la première boxeuse autochtone à devenir championne du monde. Elle détient ce titre dans deux catégories ; elle détient le titre féminin des poids super-légers de la World Boxing Association (« WBA ») depuis 2020, le titre féminin des poids super-légers de la World Boxing Organization (« WBO ») ainsi que de la International Boxing Organization (« IBO ») depuis mai 2021 et le titre féminin des poids super-légers du World Boxing Council (« WBC ») depuis novembre 2021. Elle a détenu auparavant le titre féminin des poids moyens du WBC en 2016. Elle a également été la prétendante, face à Cecilia Brækhus, pour le titre féminin incontesté des poids mi-moyens en 2018.
Elle participe activement à sensibiliser le public aux enjeux relatifs aux Autochtones,. En 2022, elle est sélectionnée dans la catégorie du meilleur rôle principal féminin du 37e Independent Spirit Awards, pour sa première prestation dans le film Catch the Fair One, un film pour lequel elle participe à l’élaboration de l’histoire et dans lequel son personnage, une boxeuse autochtone, se donne pour mission de secourir sa sœur disparue,.

## Biographie

### Jeunesse
Reis est née le 24 août 1986 à Providence, au Rhode Island,. Elle est la plus jeune d’une fratrie de cinq enfants. Reis, de même que ses frères et ses sœurs, ont été élevés par leur mère à East Providence, au Rhode Island. Reis est à moitié cap-verdienne et à moitié autochtone, descendante du peuple Wampanoag,. Enfant, elle participe régulièrement à des pow-wow et prend part à leurs compétitions,. Le prénom Mequinonoag est le nom autochtone de Reis, qui lui a été donné par sa mère, guérisseuse de la tribu Seaconke Wampanoag, et qui signifie « multiples plumes » ou « multiples talents », d’où son nom de boxeuse, K.O. Mequinonoag,. Enfant sportive, Reis pratiquait souvent des sports plus durs avec les garçons du quartier. Elle a également participé aux orchestres et aux fanfares de son école, et a fait partie de l’équipe de volley-ball à l’école secondaire. Dès la première année du secondaire, elle participe à des ligues de basketball et de softball.

### Éducation et carrière amateur
Elle commence la boxe à 14 ans au Manfredo’s Gym à Pawtucket, au Rhode Island, où un ami de sa mère, Domingo Talldog, l’entraîne,. Reis étudie ensuite la criminologie et apprend à réparer des motos à l’école MTTI; elle est une technicienne agréée de petits moteurs et de motos. Reis poursuit son entraînement au Peter Manfredo’s Sr. gym pour faire progresser sa carrière de boxeuse. Avant de passer à une carrière professionnelle, Reis a connu une carrière amateur couronnée de succès, remportant les championnats Rocky Marciano Championship en 2007, NYC Golden Gloves en 2007 et New England 154 en 2006.

### Activisme
Elle utilise sa notoriété pour sensibiliser le public aux enjeux relatifs aux Autochtones, notamment au mouvement réclamant justice pour les femmes et les filles autochtones victimes de meurtres et de disparitions,. Elle trouve du réconfort à raconter son histoire et à jouer un rôle de mentor auprès de jeunes en difficulté à l’aide d’une approche accessible. De plus, elle voyage afin de communiquer avec diverses communautés et leur apporte du soutien dans le but d’inspirer et d’être un exemple positif de l’idée qu’il ne faut « jamais jeter l’éponge, peu importe les coups que la vie nous réserve ».

## Carrière professionnelle

### Boxe anglaise
En 2012, Reis subit un grave accident de moto qui la met à l’écart pour le reste de la saison de boxe. Cependant, elle revient en 2013 et se bat pour le titre de la Women’s International Boxing Association (« WIBA ») en novembre 2013. Après ce match, Reis attire encore plus l’attention dans le domaine. Le 12 novembre 2014, Reis gagne face à Teresa Perozzi et remporte la couronne de l’International Boxing Association (« IBA ») aux Bermudes,. Reis enseigne également la boxe aux jeunes et travaille comme entraîneuse. En avril 2016, Reis remporte son premier grand titre mondial contre Maricela Cornejo, en Nouvelle-Zélande, pour le titre des poids moyens à réclamer du WBC World. En 2022, Reis est intronisée dans le North American Indigenous Athletic Hall of Fame, dans la catégorie Athlètes,.

#### Parcours en boxe anglaise professionnelle
| 26 combats      | 18 victoires | 7 défaites |
| Avant la limite | 5            | 0          |
| Sur décision    | 13           | 7          |
| Match nul       | 1            | 1          |

### En tant qu'actrice

#### Catch the Fair One(2021)
En 2021, le film Catch the Fair One est projeté pour la première fois en salles. Reis y joue le rôle principal, celui d’une ancienne championne de boxe qui s’engage dans le combat d’une vie alors qu’elle part à la recherche de sa sœur disparue. Le film est écrit et réalisé par Josef Kubota Wladyka; Reis participe également à l’écriture du film. La productrice est Mollye Asher.
Reis remporte le prix du jury pour la meilleure actrice au Newport Beach Film Festival de 2021. Elle est également sélectionnée pour le meilleur rôle principal féminin du 37e Independent Spirit Awards. Au festival du film de Tribeca, elle reçoit une mention spéciale du jury.

#### True Detective: Night Country(2024)
En juin 2022, Reis est annoncé au casting de True Detective : Night Country, la quatrième saison de la série policière anthologique de HBO, aux côtés de Jodie Foster. Elle y incarne Evangeline Navarro, une policière enquêtant sur la disparition de huit scientifiques d'une station de recherche en Alaska, et sur le lien possible entre cet événement et le meurtre antérieur d'une jeune femme, une activiste Iñupiate.

## Filmographie

### Cinéma
- 2021 : Catch the Fair One : Kaylee (également créditée pour le synopsis)
- 2023 : Black Flies (Asphalt City) de Jean-Stéphane Sauvaire : Nia
- 2025 : Mercy de Timur Bekmambetov
- Prochainement : Wind River: Rising de Kari Skogland

### Télévision
- 2024 : True Detective : Night Country : Evangeline Navarro

## Distinctions

### Nominations
- Golden Globes 2025 : Meilleure actrice dans un second rôle dans une série, une mini-série ou un téléfilm pour True Detective: Night Country